# Nils Jørgennutane
Die Nils Jørgennutane sind eine Gruppe kleiner Berge im ostantarktischen Königin-Maud-Land. Im Ahlmannryggen ragen sie 11 km nordöstlich des Schumacherfjellet auf.
Norwegische Kartographen, die der Gruppe auch ihren Namen gaben, kartierten sie anhand von Vermessungen und Luftaufnahmen der Norwegisch-Britisch-Schwedischen Antarktisexpedition (NBSAE, 1949–1952) und Luftaufnahmen, die zwischen 1958 und 1959 bei der Dritten Norwegischen Antarktisexpedition (1956–1960) entstanden. Namensgeber ist Nils Jørgen Schumacher (1919–2005), leitender Meteorologe bei der NBSAE.